# École nationale des sciences géographiques
Pour les articles homonymes, voir ENSG.
L'École nationale des sciences géographiques, abrégé en ENSG-Géomatique, est l'une des 204 écoles d'ingénieurs françaises accréditées au 1er septembre 2020 à délivrer un diplôme d'ingénieur. Elle est la direction de la formation et de la recherche de l'Institut national de l'information géographique et forestière (IGN). Elle est école-membre de l'Université Gustave Eiffel.
L'ENSG-Géomatique a pour vocation de former les professionnels de la géomatique, dont les personnels techniques de l'IGN, et de mener des recherches dans ce domaine. 

## Historique
Créée en 1941 à Paris au 67 rue de Lille, puis transférée sur le site de l'IGN à Saint-Mandé, l'ENSG est située depuis 1997 sur le campus de Marne-la-Vallée, au sein de la Cité Descartes, et partage un bâtiment commun avec l’École nationale des Ponts et Chaussées (ENPC).
L'Ecole a été une école d'application de l'École polytechnique jusqu'en 2002, année de la fusion du corps des ingénieurs géographes dans le corps des ingénieurs des ponts et chaussées (actuel corps des Ponts, des Eaux et des Forêts).
De 2008 à 2013, la première année du cursus ingénieur s'est déroulée en commun avec l'ESGT dans les locaux de celle-ci au Mans.
Au 1er janvier 2020, elle a rejoint, en tant qu'école-membre, la nouvelle Université Gustave-Eiffel.

## Enseignement

Vue du grand hall commun avec l'École des Ponts ParisTech (en face).

L'ENSG-Géomatique abrite une dizaine de cycles de formation initiale allant de la licence professionnelle aux niveaux Master et Mastères Spécialisés ; il y a environ 400 étudiants en formation initiale à l'Ecole, tous cycles confondus. Elle organise également des formations continues dans les domaines de la géomatique. Ses laboratoires de recherche accueillent en outre des étudiants en doctorat.

### Cycle d'ingénieur
L'entrée dans le cycle Ingénieur se fait principalement par concours, après une Classe préparatoire aux grandes écoles (CPGE). Le recrutement principal se fait par le concours Mines-Télécom. Deux voies d'admission sont proposées : élèves-civils sous statut étudiant et élèves-fonctionnaires destinés à l'IGN. Des admissions sont également possibles sous statut étudiant sur dossier et entretien, en première ou deuxième année du cycle.
Le cycle de formation dure trois ans, sanctionné par le diplôme d'ingénieur de l'ENSG-Géomatique (reconnu par la CTI). Les élèves fonctionnaires intègrent le corps des ingénieurs des sciences géographiques et du numérique de l'IGN, et les autres diplômés sont recrutés dans tous les domaines de la géomatique.

#### Cursus
La formation d'ingénieur s'étale sur trois ans :
- Deux années de tronc commun (L3-M1)
- Une troisième année de de spécialisation (M2) qui peut se faire :
  - à l'École, dans une filière interne
  - à l'École et dans une autre université ou école partenaire
  - à l'étranger dans un établissement partenaire ou agréé pour un double-diplôme ou un échange
  - dans un autre établissement français en double-diplôme

Lors des deux premières années, l'enseignement se fait sur l'ensemble des disciplines de la géomatique :
- Mathématiques (statistique et estimation), physique (électromagnétisme, physique de l'atmosphère), informatique
- Acquisition d'observations géolocalisées (géodésie, topométrie, photogrammétrie, télédétection), traitements (traitement des signaux, traitement d’image, IA), modélisation et exploitation (informatique spécialisée, systèmes d’information géographiques, bases de données spatiales, algorithmie, programmation), restitution des données géolocalisées (cartographie, webmapping...), analyse et croisement de l’information (analyse spatiale)
- Management de projet, développement durable, économie, droit, sciences humaines, langues vivantes

En fin de première année, les élèves ingénieurs réalisent un stage d'application d'une durée de 8 semaines dans le centre IGN de Forcalquier.

### Masters et mastères spécialisés

#### Première année de Master
- Master Géomatique

#### Deuxième année de Master
- Technologie des Systèmes d'informations (TSI), en cohabilitation avec l'université de Paris 6
- Carthagéo, en cohabilitation avec l'université Paris 1 et l'université Paris 7
- Développement Durable, Management Environnemental et Géomatique (DDMEG), en cohabilitation avec l'université de Paris 1
- Information Géographique : Analyse spatiale et télédétection (IGAST)

#### Mastères spécialisés
- Geo Data Management for Energy Mix (GDM) en partenariat avec l'école IFP Énergies nouvelles

### Licence professionnelle de géomètre-géomaticien
La licence professionnelle géomètre géomaticien, de niveau bac +3, forme des professionnels de l’information géographique. À l'issue de la formation, les diplômés sont appelés à réaliser des missions liées à la description et à la surveillance du territoire ou des infrastructures.
Les deux premières années de la licence se déroulent à l’ENSG-Géomatique avec trois à quatre mois de travaux de terrain et de stage en fin de première et de seconde année.
Lors des deux premières années, les enseignements portent principalement sur les disciplines suivantes :
- topométrie (levé, DAO, auscultation…)

- géodésie (GNSS, systèmes de référence terrestre)
- photogrammétrie (traitement de prises de vues aériennes, MNT, orthoimage, modélisation 3D, lidar aéroporté, images terrestres) ;
- télédétection (analyse et interprétation d’images satellites, mesures des paramètres environnementaux, classification…)
- SIG
- cartographie
- développement informatique (python, web…)
- mathématiques
- sciences humaines (langues, droit…)

En troisième année, les élèves se spécialisent en Imagerie aérienne, spatiale ou terrestre, pour une reconstruction 3D d'environnements multiples. Les étudiants qui obtiennent des résultats suffisants en licence peuvent intégrer le cycle d'ingénieur dans le cadre d'une procédure d'admission sur dossier et entretien.
Les étudiants des deux premières années suivent durant l'été des stages de terrain dans divers domaines, dans le centre IGN de Forcalquier (Alpes-de-Haute-Provence).

## Recherche
L'ENSG-Géomatique est une école intensive en recherche. La recherche de l'école est finalisée : elle contribue à faire progresser le front de science et aussi à alimenter l'innovation des autres services de l’IGN et d’autres acteurs socio-économiques. Elle porte sur l'ensemble du champ de l'information géographique. Cette recherche est structurée en trois entités thématiques :
- la géodésie est portée par une équipe mixte IGN - Institut de physique du globe de Paris. Les recherches de l'équipe se concentrent sur la définition et la construction du cadre de référence terrestre à l'aide d'observations géodésiques à grande échelle, principalement basées sur la technique spatiale. L'équipe calcule, pour la communauté mondiale, le repère international de référence terrestre (ITRF) qui assure notamment l'interopérabilité des constellations GNSS à un niveau centimétrique. L'équipe utilise également les observations géodésiques à grande échelle pour leur interprétation en termes de redistribution des masses au sein du système terrestre et des déformations de surface qui en découlent. Deux chercheuses IGN/ENSG-Géomatique de cette équipe ont obtenu une distinction : Isabelle Panet a reçu le Grand Prix scientifique 2023 de la Fondation Simone et Cino Del Duca[7] en 2023 et Kristel Chanard la médaille de bronze du CNRS en 2024[8]
- l'acquisition, le traitement, la valorisation des données géographiques et la géovisualisation sont portés par le Laboratoire en sciences et technologies de l’information géographique pour la ville et les territoires durables (LASTIG), unité mixte de recherche IGN - Université Gustave Eiffel - École des Ingénieurs de la Ville de Paris
- la recherche en ressources forestières est portée par le Laboratoire d’inventaire forestier (LIF), sis à Nancy. Ce laboratoire est aussi une unité sous contrat ("USC") d'INRAE. Ses trois axes de recherche portent sur l'échantillonnage et l'inférence pour l'inventaire forestier national français ; l'intégration de données de télédétection pour développer la dimension multi-source de l’inventaire ; de nouveaux indicateurs et systèmes d'information pour les forêts dans un environnement en mutation

Les effectifs de la recherche de l'IGN/ENSG-Géomatique sont d'environ cent chercheurs et ingénieurs, dont soixante-dix permanents.

## Vie étudiante
L'ENSG dispose d'un Bureau des Élèves (BDE), d'un Bureau des Sports (BDS), d'un Bureau des Arts (BDA d'une association axée sur l'écologie et la solidarité (les ENSGagés), d'une association d'anciens élèves (AAE-ENSG) et d'une Junior Entreprise (Vertigéo).

## Direction
Liste des directeurs successifs:
- Pierre Jacquinet (1941-1942)
- Pierre Tardi (1942-1951)
- Charles Schmerber (1951-1952)
- Georges Maillard-Salin (1952-1964)
- Stéphane de Brommer (1964-1971)
- Raymond d’Hollander (1971-1981)
- Maurice Carbonnel (1981-1984)
- Raymond Testard (1984-1992)
- José Desudde (1992-1996)
- Jean Denègre (1996-2003)
- Michel Kasser (2003-2011)
- Denis Priou (2011-2016)
- Nicolas Paparoditis (2016-2024)
- Patrick Sillard (depuis 2024)